# Machovice (Čejkovice)
Machovice jsou zaniklá vesnice, v níž stávaly dvě tvrze, jižně Čejkovic v okrese České Budějovice.

## Historie
Tvrz stávala už ve 14. století. V roce 1368 jsou jako majitelé uváděni Jan a Buzek z Machovic. V pozdější letech byla osada ve vlastnictví Vyšaty z Machovic a roku 1407 Matěje z Machovic. Během husitských válek ji drželi husité Chval, Buzek a Kuneš z Machovic. V roce 1419 se Kuneš zúčastnil bojů v Praze a v roce 1420 spolu s Chvalem pomáhal bránit Tábor, následně byl jmenován jedním z táborských hejtmanů. Bojů se Kuneš účastnil do roku 1427 a po skončení válek se oba vrátili do Machovic. V druhé polovině 15. století je pak další Kuneš uváděn jako rožmberský purkrabí na Dívčím Kameni. Patrně za něj došlo k vybudování nové machovické tvrze. Někdy po roce 1497 se majiteli stali Chval, Jindřich a Oldřich z Machovic, v 16. století si pak zdejší majitelé přidávají za své jméno Kunáš a vzniká tím rod Kunášů z Machovic. Dosud není jasné, zda v té době drželi všichni členové majetek dohromady, nebo byl rozdělen mezi jednotlivé příslušníky. Zlepšení ekonomické situace mělo přinést vybudování rybníků v okolí osady, ale kvůli malé rozloze statku byly možnosti značně omezené. V roce 1551 se zde Jan Kunáš pokusil zřídit pivovar, což vyvolalo odpor měšťanů z Českých Budějovic. Po stavovském povstání došlo k opuštění tvrze, která začala chátrat, stejně jako okolní osada. V roce 1687 ji odkoupili Schwarzenbergové a připojili k panství Hluboká, přičemž Kunášové si ještě vynutili zachování tvrze. Na konci 18. století byly její zbytky obyvateli okolních obcí rozebrány a použity jako stavební materiál. Definitivní konec existence tvrze pak znamenala těžba písku.

## Umístění tvrzí
- Stará tvrz (též Vildštejn) stála mezi silnicí z Křenovic na Čejkovice a rybníkem Motovidlem. Dochovalo se tvrziště v podobě ostrůvku obklopeného vodním příkopem a částečně dochovaným valem.
- Nová tvrz (též Machovice) stála mezi rybníky Horní a Dolní Machovec.